# Charles Tilston Bright
Charles Tilston Bright, född 8 juni 1832 och död 3 maj 1888, var en brittisk telegraftekniker.
Bright ledde bland annat arbetet med nedläggandet av den första telegrafkabeln mellan Storbritannien och Irland 1853. Tillsammans med amerikanen Cyrus West Field organiserade Bright 1856 Atlantic telegraph co., som hade till uppgift att nedlägga en telegrafkabel mellan Amerika och England. Efter ett par misslyckade försök kröntes Brights arbete dem framgång, och en telegrafisk förbindelse mellan de båda länderna uppnåddes 1858. Bright sysslade senare med liknade företag i olika delar av världen.